# Szrenica
De Szrenica (Tsjechisch: Jínonoš, Duits: Reifträger) is een berg in het zuidwesten van Polen, tegen de grens van Tsjechië. De bergtop heeft een hoogte van 1362 meter.